# Schulhaus (Wippenhausen)

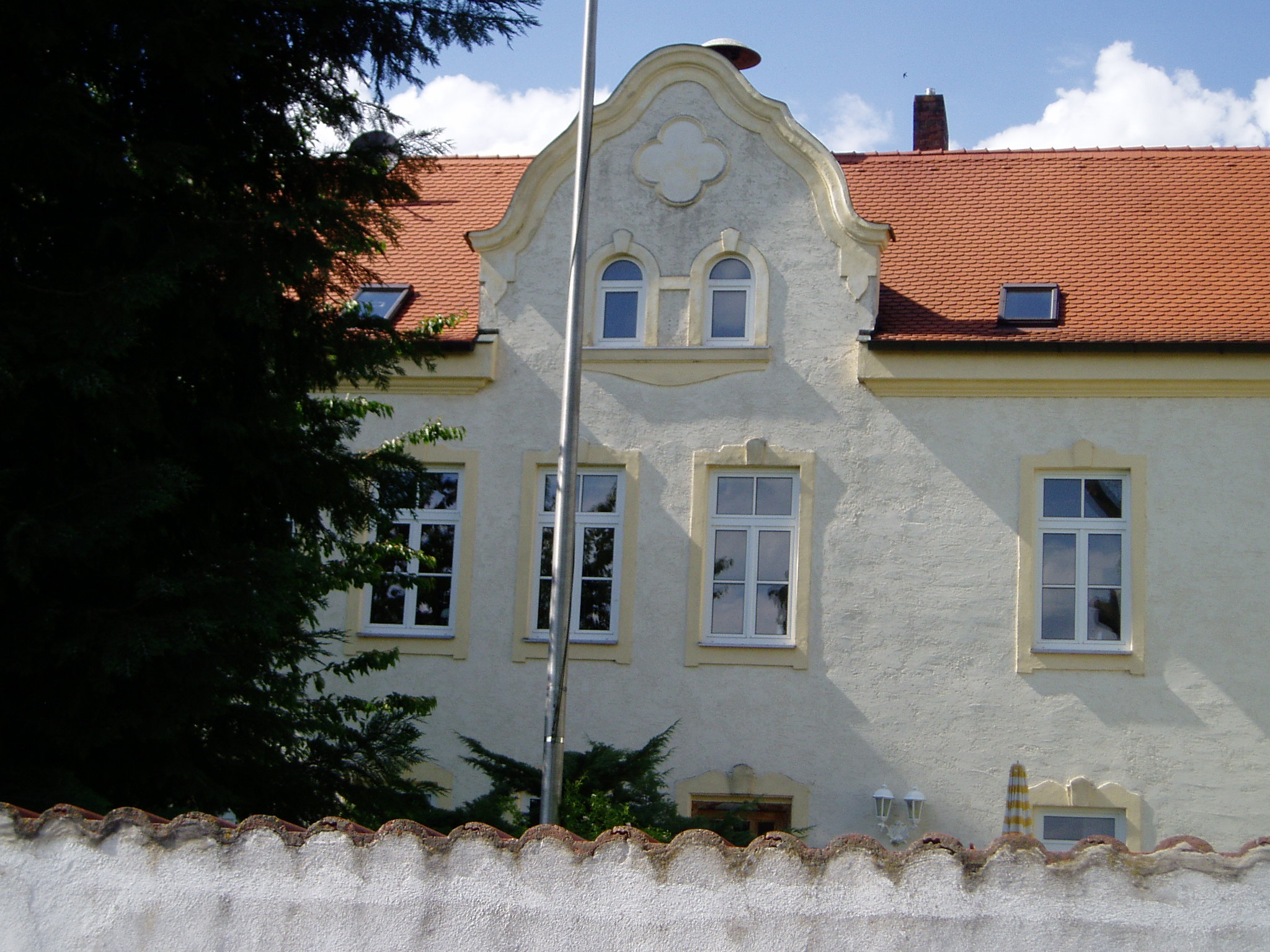
Schulhaus, erbaut 1904

Das ehemalige Schulhaus in Wippenhausen im Landkreis Freising ist ein denkmalgeschützter Bau.

## Geschichte
Das erste Schulhaus in Wippenhausen wurde 1824 erbaut. Dieses steht heute nicht mehr. Das neue Schulhaus wurde 1904 im Zentrum des Ortes am Pfarrweg erbaut. Dort wurden die Schüler in zwei geräumigen Klassenzimmern in den Klassen eins bis vier und fünf bis acht unterrichtet. 1969 wurde die Schule aufgelöst. Seitdem besuchen die Schüler aus Wippenhausen die Grundschule in Kirchdorf an der Amper. Nach der Auflösung wurde das Schulhaus verkauft und wird heute als Privatwohnhaus genutzt.

## Beschreibung
Das Gebäude ist ein zweigeschossiger Satteldachbau mit neubarock geschwungenen Giebeln. Die Ecken des Hauses sind durch Pilaster betont. Das Gelände wird von einer Schulmauer mit integrierter Schulglocke umgeben.